# پیرو اوپرتو
پیرو اوپرتو (انگلیسی: Piero Operto; ۲۰ دسامبر ۱۹۲۶ – ۴ مهٔ ۱۹۴۹) بازیکن فوتبال اهل ایتالیا بود.
از باشگاه‌هایی که در آن بازی کرده‌است می‌توان به باشگاه فوتبال تورینو اشاره کرد.